# Vaclav Smil
Václav Smil ([ˈvaːtslaf ˈsmɪl] Pilsen, 9 de diciembre de 1943) es un científico y analista político checo-canadiense. Es profesor emérito de la Facultad de Medio Ambiente en la Universidad de Manitoba, en Winnipeg (Canadá). Su investigación es muy amplia y abarca el terreno de la energía, medio ambiente, comida, población, economía, historia y política pública, centrándose en la energía, comida y medio ambiente en China. 

## Biografía
Nació durante la Segunda Guerra Mundial en Pilsen, que en ese momento era el Protectorado de Bohemia y Moravia  (actualmente la República Checa). Completó sus estudios universitarios en la Facultad de Ciencias Naturales de la Universidad Carolina en Praga y en el Colegio de Ciencias de la Tierra y Minerales en la Universidad Estatal de Pensilvania. Tras la invasión soviética de Checoslovaquia, en 1968, Smil emigró a Estados Unidos en 1969 y en 1972 se trasladó a Canadá.
Es miembro de la Real Sociedad Canadiense (Academia de Ciencias) y fue galardonado por la Asociación Americana para el Avance de la Ciencia con el Award for Public Understanding of Science and Technology en el año 2000.
Ha sido invitado como ponente en más de 300 conferencias y talleres en Estados Unidos, Canadá, Europa, Asia y África, ha dado charlas en numerosas universidades de Norteamérica, Europa y el Sudeste asiático y ha trabajado como consultor para varias instituciones internacionales de la Unión Europea y de Estados Unidos. Su mujer Eva es científica y su hijo David es químico.
En 2010 fue nombrado por la revista Foreign Policy en su lista de los 100 líderes de pensamiento e intelectuales públicos. En 2013 fue designado por el Gobernador General para la Orden de Canadá.
Lee 80 libros al año pero no tiene un teléfono móvil. Entre los admiradores de Smil se encuentra el cofundador de Microsoft, Bill Gates, que ha leído los 36 libros que este ha escrito.[cita requerida].

## Publicaciones

### Libros
- 2017 : Energy and Civilization: A History. https://www.goodreads.com/book/show/31850765-energy-and-civilization
- 2015 : Natural Gas: Fuel for the 21st Century. Wiley Archivado el 31 de marzo de 2020 en Wayback Machine. ISBN 9781119012863
- 2015 : Power Density: A Key to Understanding Energy Sources and Uses The MIT Press ISBN 9780262029148
- 2013 : Making the Modern World: Materials and Dematerialization Wiley Archivado el 31 de marzo de 2020 en Wayback Machine. ISBN 978-1119942535
- 2013 : Made in the USA: The Rise and Retreat of American Manufacturing The MIT Press ISBN 978-0262019385
- 2013 : Should We Eat Meat? Evolution and Consequences of Modern Carnivory Wiley ISBN 978-1118278727
- 2013 : Harvesting the Biosphere; What We Have Taken from Nature The MIT Press ISBN 978-0262018562
- 2012 : Japan’s Dietary Transition and Its Impacts The MIT Press ISBN 978-0313381775
- 2010 : Prime Movers of Globalization: The History and Impact of Diesel Engines and Gas Turbines The MIT Press Cambridge, 261 p. ISBN 978-0-262-01443-4
- 2010 : Energy Myths and Realities: Bringing Science to the Energy Policy Debate The AEI Press, Washington, D.C., 212p. ISBN 978-0-8447-4328-8
- 2010 : Energy Transitions: History, Requirements, Prospects. Praeger (enlace roto disponible en Internet Archive; véase el historial, la primera versión y la última). Santa Barabara, CA, 178 p. ISBN 978-0-313-38177-5
- 2010 : Why America is Not a New Rome MIT Press Cambridge, 322 p. ISBN 978-0-262-19593-5[2]
- 2008 : Global Catastrophes and Trends: The Next Fifty Years, The MIT Press, Cambridge, xi + 307 p.  ISBN 978-0-262-19586-7
- 2008 : Oil: A Beginner's Guide Oneworld Publications ISBN 9781851685714
- 2008 : Energy in Nature and Society: General Energetics of Complex Systems, The MIT Press, Cambridge, xi + 480 p.
- 2006 : Energy: A Beginner's Guide Oneworld Publications ISBN 9781851684526
- 2006 : Transforming the Twentieth Century: Technical Innovations and Their Consequences, Oxford University Press, New York, x + 358 p.
- 2005 : Creating the Twentieth Century: Technical Innovations of 1867-1914 and Their Lasting Impact, Oxford University Press, New York, xv + 350 p.
- 2004 : China’s Past, China’s Future, RoutledgeCurzon, New York et Londres, xvi + 232 p.
- 2003 : Energy at the Crossroads Global Perspectives and Uncertainties, The MIT Press, Cambridge, xiv + 427 p.
- 2002 : The Earth's Biosphere: Evolution, Dynamics and Change, The MIT Press, Cambridge, xxviii + 360 p.
- 2001 : Enriching the Earth: Fritz Haber, Carl Bosch and the Transformation of World Food Production, The MIT Press, Cambridge, xvii + 411 p.
- 2000 : Feeding the World: A Challenge for the 21st Century, The MIT Press, Cambridge, xxviii + 360 p.
- 2000 : Cycles of Life: Civilization and the Biosphere, Scientific American Library, New York, x + 221 p.
- 1998 : Energies: An Illustrated Guide to the Biosphere and Civilization, The MIT Press, Cambridge, xi + 217 p.
- 1994 : Energy in World History, Westview Press, Boulder, xviii + 300 p.
- 1993 : China's Environment: An Inquiry into the Limits of National Development, M. E. Sharpe, Armonk, xix + 257 p. Winner of the 1995 Joseph Levenson Book Prize.
- 1993 : Global Ecology: Environmental Change and Social Flexibility, Routledge, London, xiii + 240 p.
- 1991 : General Energetics: Energy in the Biosphere and Civilization, John Wiley, New York, xiii + 369 p.
- 1988 : Energy in China's Modernization, M.E. Sharpe, Armonk, xiv + 250 p.
- 1987 : Energy Food Environment: Realities Myths Options, Oxford University Press, Oxford, ix + 361 p.
- 1985 : Carbon Nitrogen Sulfur: Human Interference in Grand Biospheric Cycles, Plenum Press, New York, xv + 459 p.
- 1984 : The Bad Earth: Environmental Degradation in China, M.E. Sharpe, Armonk, xvi + 245 p.
- 1983 : Biomass Energies: Resources, Links, Constraints, Plenum Press, New York, xxi + 453 p.
- 1982 : (in collaboration with P. Nachman and T.V. Long, II) Energy Analysis in Agriculture: An Application to U.S. Corn Production, Westview Press, Boulder, xvi + 191 p.
- 1980 : (in collaboration with W. E. Knowland) Energy in the Developing World, Oxford University Press, Oxford, 386 p.
- 1976 : China's Energy: Achievements, Problems, Prospects, Praeger Publishers, New York, xxi + 246 p.

### Artículos
- "A Skeptic Looks at Alternative Energy," by Vaclav Smil, IEEE Spectrum, July 2012
- Energy innovation as a process: Lessons from LNG. Master Resource: A Free-Market Energy Blog. January 11, 2010.
- Two decades later: Nikkei and lessons from the fall. The American, December 29, 2009.
- The Iron Age & coal-based coke: A neglected case of fossil-fuel dependence. Master Resource: A Free-Market Energy Blog. September 17, 2009.
- U.S. energy policy: The need for radical departures. Issues in Science and Technology Summer 2009:47-50.
- Long-range energy forecasts are no more than fairy tales. Nature 453:154; 2008.
- Moore’s curse and the great energy delusion. The American 2(6): 34-41; 2008.
- Water news: bad, good and virtual. American Scientist 96:399-407; 2008.
- On meat, fish and statistics: The global food regime and animal consumption in the United States and Japan. Japan Focus, October 19, 2008. .
- James N. Galloway, Marshall Burke, G. Eric Bradford, Rosamond Naylor, Walter Falcon, Ashok K. Chapagain, Joanne C. Gaskell, Ellen McCullough, Harold A. Mooney, Kirsten L. L. Oleson, Henning Steinfeld, Tom Wassenaar and Vaclav Smil. 2007. International trade in meat: The tip of the pork chop. Ambio 36:622-629.
- The two prime movers of globalization: history and impact of diesel engines and gas turbines. Journal of Global History 3:373-394; 2007.
- Global material cycles. Encyclopedia of Earth, June 2, 2007.
- The unprecedented shift in Japan’s population: Numbers, age, and prospects. Japan Focus, May 1, 2007.
- Light behind the fall: Japan’s electricity consumption, the environment, and economic growth. Japan Focus, April 2, 2007.
- 21st century energy: Some sobering thoughts. OECD Observer; 2006.
- Peak oil: A catastrophist cult and complex realities. World Watch 19: 22-24; 2006.
- Naylor, R., Steinfeld, H., Falcon, W., Galloway, J., Smil, V., Bradford, E., Alder, J., Mooney, H. Losing the links between livestock and land. Science (journal) 310:1621-1622
- The next 50 years: Unfolding trends. Population and Development Review 31: 605-643; 2005.
- Feeding the world: How much more rice do we need? In: Toriyama K., Heong K.L., Hardy B., eds. Rice is life: scientific perspectives for the 21st century. Proceedings of the World Rice Research Conference held in Tokyo and Tsukuba, Japan, 4–7 November 2004. Los Baños (Philippines): International Rice Research Institute, pp. 21–23.
- The next 50 Years: Fatal discontinuities. Population and Development Review 31: 201-236; 2005.
- Improving efficiency and reducing waste in our food system. Environmental Sciences 1:17-26; 2004.